# نفت!
«نفت! یک داستان» رمانی از آپتون سینکلر است که برای اولین بار در سالهای ۱۹۲۶–۲۷ منتشر شده و به عنوان روایت شخص سوم گفته شده است و فقط صفحات آغازین آن در شخص اول نوشته شده است. این کتاب در زمینه رسوایی تیپات دم دولت هاردینگ نوشته شده است و در جنوب کالیفرنیا رخ می دهد. این رمان یک طنز اجتماعی و سیاسی است که نافرمانی های انسانی همه شخصیت های آن را می خواند.
شخصیت اصلی جیمز آرنولد راس جونیور ، با نام مستعار بانی ، پسر یک سرمایه دار نفتی است. احساسات دلسوز بانی نسبت به کارگران میدان نفتی و سوسیالیست ها در طول داستان با پدرش بحث و گفتگو می کند.
رمان نفت به دلیل "صحنه جنسی در متل" در بوستون ممنوع شد. ناشر ۱۵۰ عدد از یک نسخه سانسور شده (fig leaf edition) را چاپ کرد که در آن این نه صفحه توهین آمیز حذف شده بودند. سینکلر به این کار اعتراض کرد و امیدوار بود که این رفتار زشت را به دادگاه بکشاند. گر چه او این کار را نکرد، اما این جنجال پر سر و صدا باعث شد تا کتاب نفت به پرفروش‌ترین کتاب تبدیل شود.
داستان فیلم  خون به پا خواهد شد به بخش‌هایی از این رمان پرداخته است.
مجید یزدانی این رمان را به فارسی ترجمه کرده که توسط نشر چشمه در سال ۱۴۰۴ منتشر گردیده است.

## شخصیت ها
- جیمز آرنولد راس (با نام مستعار پدر ) ، میلیونر نفتی خودساخته است.
- جیمز آرنولد "بانی" راس جونیور ، تنها پسر میلیونر نفتی.
- پل واتکینز ، پسر کشاورز که از خانه فرار می کند ، توسط یک متفکر آزاد آموزش می یابد و به عنوان وکیل مدافع حقوق کارگران تبدیل می شود. وی پس از گذراندن وقت در سیبری پس از جنگ جهانی اول ، با بلشویک ها همدردی می کند و کمونیست می شود.
- ورنون روسکو ، شریک تجاری پدر ، و به طور حتم آنتاگونیست رمان است. او یک تاجر حریص است که به رشوه دادن دولت برای دستیابی به زمین برای حفاری نفت کمک می کند. او همچنین برای رهایی اتحادیه هایی که با او مخالف هستند با رشوه دادن مقامات برای بیرون کردن اعضای آن به زندان کار می کند.
- آلبرتا "برتی" راس ، خواهر بزرگتر بانی و یک جامعه شناس.
- خاله اِما ، عمه بانی ، خواهر ناتنی برادر آرنولد راس. او با خانواده زندگی می کند.
- روت واتکینز ، خواهر کوچکتر پل ، که هم سن بانی است.
- الی واتکینز ، برادر پل و یک مبشر مسیحی.

## خلاصه داستان
جیمز آرنولد راس با نام مستعار "پدر" و پسرش جیمز جونیور با نام مستعار "بانی" در حال رانندگی در جنوب کالیفرنیا هستند تا با خانواده واتکینز ملاقات کنند که در حال اجاره دادن برخی از اموال نفتی خود هستند. در این زمان آنها متوجه می شوند که خانواده واتکینز در مورد نحوه تقسیم اموال و درآمدهای خود به بن بست رسیده است. پدر و بانی در حالی که مشغول شکار بلدرچین در مزرعه واتکینز هستند، نفت پیدا می کنند. به اصرار بانی "پدر" سعی می کند از کتک خوردن روت واتکینز توسط پدرش اتکینز پیر جلوگیری می کند. او در تلاش است تا آنها را متقاعد کند که مکاشفه سومی دریافت کرده است، که والدین را از کتک زدن فرزندان خود منع می کند، در این حین الی واتکینز، برادر روث، خود را وارد بحث می‌کند و ادعا می‌کند که او کسی است که این مکاشفه را دریافت کرده  و طرح "پدر" نتیجه معکوس می‌دهد. با شروع حفاری در مزرعه واتکینز، بانی متوجه می شود که روش های تجاری پدرش کاملاً اخلاقی نیست. پس از کشته شدن یک کارگر در یک حادثه و تخریب یک چاه نفت در یک انفجار، نیروی کار پدر دست به اعتصاب می‌زند. بانی بین وفاداری به پدرش و دوستی با روت و برادر سرکشش پل واتکینز که از کارگران حمایت می‌کنند، سرگردان است. 
با آغاز جنگ جهانی اول، پل به جنگ فراخوانده می شود و پس از پایان جنگ در سیبری می ماند تا با بلشویک ها بجنگد. پس از بازگشت به خانه، بانی در کالج ثبت نام می کند و از طریق همکلاسی اش، ریچل منزیس، به طور فزاینده ای با سوسیالیسم درگیر می شود. پل که از جنگ به خانه برگشته از سفرهایش می گوید و توضیح می دهد که کمونیست شده است. 
بانی پدرش را به عمارت ساحلی شریک تجاری خود ورنون روسکو همراهی می کند. "پدر" و روسکو از کشور می گریزند تا در «رسوایی رشوه‌خواری تیپات دُم» از سوی کنگره احضار نشوند. قبل از رفتن پدر، بانی به او پیشنهاد می‌دهد تا شراکت تجاری خود را به هم بزنند چون بانی تمایل دارد از راه خودش پول دربیاورد. "پدر" که از این تصمیم گیج شده و آسیب روانی دیده است، از بانی حمایت نمی کند. در خارج از کشور، پدر با خانم اولیویه، یک بیوه زن اسپیریتوالیست آشنا می شود و با او ازدواج می کند، اما به زودی به دلیل سینه پهلو از دنیا می رود. بانی تصمیم می گیرد زندگی و میراث خود را وقف عدالت اجتماعی کند در حالی که راسکو کنترل بیشتر دارایی "پدر" را در دست گرفته است. به دلیل کلاهبرداری های روسکو و خانم اولیویه، بانی و خواهرش "برتی" بیشتر ارث خود را از دست می دهند.
بانی با همکلاسی قدیمی خود راشل منزیز ازدواج می کند و آنها خود را وقف تاسیس یک موسسه آموزشی سوسیالیستی می کنند. الی واتکینز، که اکنون یک مبشر مسیحی موفق است به دروغ ادعا می کند که برادرش "پل" مرده اما در بستر مرگ به مسیحیت گرویده است.

## سازگاری
فیلم سینمایی خون به پا خواهد شد محصول سال ۲۰۰۷ ، به کارگردانی پل توماس اندرسن ، از این رمان الهام گرفته شده است ، اما داستان خیلی متفاوت است. پل توماس اندرسن گفت که او فقط ۱۵۰ صفحه نخست کتاب را در فیلم خود گنجانیده است ، بنابراین بقیه فیلم و رمان تقریباً متفاوت هستند. اندرسون شخصیت اصلی ترکیبی خود دنیل پلین ویو را بر اساس تاجر نفتی ادوارد ال. دوهنی و چند مرد دیگر بنا کرد. اندرسن از موزه های نفتی در شهر کرن ، کالیفرنیا و کتابخانه ها و موزه های منطقه پیرامون سیلور سیتی ، نیومکزیکو و همچنین عکاسی دوره ای ، که نقش مهمی در شکل گیری فیلمنامه و فیلم او داشتند، الهام گرفت.   